# Leclerc XLR
Leclerc XLR – francuski współczesny czołg podstawowy czwartej generacji, produkowany od 2021 roku we francuskiej firmie Nexter.
Program uruchomiony został w 2015 roku. Program obejmuje modernizację 200 czołgów trzeciej generacji Leclerc, które zostaną wyposażone m.in. w zdalnie sterowaną wieżyczkę 7.62 mm, integrację nowego systemu informacji bojowej Scorpion (SICS), większą ochronę pancerza przed minami i rakietami oraz opracowaniem nowego systemu kontroli ognia. Oczekuje się, że modernizacja zostanie zakończona do 2029 roku. Leclerc XLR mają być opcją pośrednią pomiędzy dzisiejszymi czołgami a czołgami nowej generacji Main Ground Combat System opracowywanymi z Niemcami, które mają wchodzić w latach 2035-2045.
Podczas targów militarnych Eurosatory 2024, producent zaprezentował zmodyfikowany czołg Leclerc Evolution, przeznaczony na eksport.